# Thorsten Rydén
Thorsten Fritiof Rydén, född 25 augusti 1891 i Södra Fågelås församling, Skaraborgs län, död 1985 i Helsingborg, var en svensk elektroingenjör.
Rydén, som var son till bankkamrer Karl Gustaf Rydén och Elise Persson, avlade studentexamen i Lund 1910 och utexaminerades från Kungliga Tekniska högskolan 1914. Han var anställd vid Nya Förenade Elektriska AB i Ludvika 1916, vid AB Elevator i Järva 1916–1919, assistent i elektromaskinlära vid Kungliga Tekniska högskolan 1917–1919, anställd vid Statens vattenfallsverk 1919–1936, därav vid Motala kraftverk 1919–1923, vid Älvkarleby kraftverk 1923–1932, extra byråingenjör vid Trollhätte kraftverk 1932–1935, direktörsassistent där 1935–1936 och chef för Helsingborgs stads gas- och elverk 1936–1957. Han var timlärare i Stockholms stads högre folkskola för teknisk utbildning 1926–1932.